# Dinastia quiuríquida
A Dinastia quiuríquida (em armênio/arménio:  Կյուրիկյաններ ou, mais raramente, gurgueníada, em armênio/arménio:  Գուրգենյաններ), foi uma dinastia real armênia medieval que governou os reinos de Tachir-Zorofora (978-1118) e Caquécia-Herécia (1029/1038-1105). Eles se originaram como um ramo júnior e vassalos da dinastia Bagrátida, mas sobreviveram ao ramo principal da dinastia após a queda do Reino Bagrátida da Armênia. Tornaram-se vassalos dos turcos seljúcidas na segunda metade da década de 1060. Após a queda do Reino de Tachir-Zorofora para os seljúcidas no início do século XII, os membros da dinastia continuaram a governar a partir de suas fortalezas de Tavuxe, Masenaberde e Nova Berde até o século XIII.